# Недзьвяди-Дуже
Недзьвяди-Дуже (пол. Niedźwiady Duże) — село в Польщі, у гміні Слесін Конінського повіту Великопольського воєводства.
Населення — 167 осіб (2011).
У 1975-1998 роках село належало до Конінського воєводства.

## Демографія
Демографічна структура станом на 31 березня 2011 року:
|          | Загалом | Допрацездатний вік | Працездатний вік | Постпрацездатний вік |
| -------- | ------- | ------------------ | ---------------- | -------------------- |
| Чоловіки | 80      | 17                 | 53               | 10                   |
| Жінки    | 87      | 16                 | 50               | 21                   |
| Разом    | 167     | 33                 | 103              | 31                   |